# Saint-Guiraud
Saint-Guiraud – miejscowość i gmina we Francji, w regionie Oksytania, w departamencie Hérault.
Według danych na rok 1990 gminę zamieszkiwało 171 osób, a gęstość zaludnienia wynosiła 28 osób/km² (wśród 1545 gmin Langwedocji-Roussillon Saint-Guiraud plasuje się na 736. miejscu pod względem liczby ludności, natomiast pod względem powierzchni na miejscu 961.).